# Przepowiednia (film)
Przepowiednia (oryginalny tytuł: The Mothman Prophecies) – thriller produkcji amerykańskiej z 2002 roku, w reżyserii Mark Pellingtona. Główne role w filmie zagrali: Richard Gere, Debra Messing oraz Laura Linney.
Film został stworzony na podstawie powieści Johna A. Keela Mothman Prophecies (1976), w której autor opisał paranormalne zjawiska, mające rzekomo mieć miejsce w latach 60. w miejscowości Point Pleasant, tłumaczone niegdyś ingerencją UFO.

## Opis fabuły
Dziennikarz John Klein (Richard Gere) ma piękną żonę Mary (Debra Messing), wspaniałą pracę w The Washington Post i właśnie znalazł wymarzony dom. Podczas drogi powrotnej upływającej w radosnym nastroju, nagle ulegają razem wypadkowi. Niedługo później na skutek guza mózgu umiera jego żona, a on sam pozostaje wdowcem. Mary pozostawia notatnik wypełniony rysunkami dziwnej zjawy przypominającej "człowieka-ćmę". Okazuje się, że przed śmiercią czasami zdarzało się jej dostrzegać tę postać.
Dwa lata później, w nocy, jadąc samochodem z Waszyngtonu do Richmond, John gubi drogę w niewyjaśniony sposób i wjeżdża do miasteczka Point Pleasant w Zachodniej Wirginii, gdzie od kilkunastu miesięcy dzieją się dziwne rzeczy. Dowiaduje się, że mieszkańcom miasteczka ukazuje się tajemnicza zjawa. Tamtejsi ludzie są świadkami dziwnych zjawisk, które poprzedzają nieszczęśliwe wypadki lub katastrofy na świecie. Zaintrygowany informacjami o tych zjawiskach i widzeniach postanawia zostać tam dłużej i napisać reportaż. Szybko przekonuje się, że zeznania świadków przypominają rysunki postaci szkicowanej przez jego żonę przed śmiercią. Johna nurtuje pytanie; kim jest tajemnicza postać: wytworem wyobraźni czy posłańcem z innego wymiaru? Szeryf Connie Parker i badacz zjawisk paranormalnych starają się mu pomóc w rozwiązaniu zagadki. Bohaterowi filmu pozostaje uwierzyć w zdrowy rozsądek i pogodzić się z tym, że nie na wszystko można znaleźć naukowe wytłumaczenie.

## Obsada
- Richard Gere – John Klein
- Debra Messing – Mary Klein
- Laura Linney – Connie Mills
- Will Patton – Gordon Smallwood
- Lucinda Jenney – Denise Smallwood
- Shane Callahan – Nat Griffin
- Ann McDonough – Lucy Griffin
- Alan Bates – Alexander Leek
- Nesbitt Blaisdell – Josh Jarrett
- Clay Bunting – Kevin
- David Eigenberg – Ed Fleischman
- Harris Mackenzie – dziennikarz telewizyjny
- Ron Emanuel – reporter
- Christin Frame – Holly
- Dan Callahan – C. J.
- Bill Laing - Indrid Cold